# هيرويوكي أودا
هيرويوكي أودا (باليابانية: 小田裕之) هو مصارع هاوي ياباني، ولد في 6 أغسطس 1988.

## وصلات خارجية
- هيرويوكي أودا على موقع قاعدة بيانات المصارعة الدولية (الإنجليزية)